# Persone di nome Thomas/Allenatori di calcio
| Questa pagina contiene informazioni ricavate automaticamente dalle voci biografiche con l'ausilio del template Bio e di un bot. L'aggiornamento è periodico e automatico e ricostruisce completamente la pagina. Se manca una persona in questa lista, sei pregato di non aggiungerla, ma accertati piuttosto che la sua voce biografica contenga il template Bio e che i dati anagrafici siano correttamente compilati. Se il template Bio manca, inseriscilo tu stesso o, in alternativa, metti l'avviso {{tmp\|Bio}} che ne segnala la mancanza. Se i dati riportati sono sbagliati, correggi direttamente la voce biografica; le modifiche saranno visibili in questa lista entro pochi giorni. Per chiarimenti vedi il progetto antroponimi. La lista contiene solo le 66 persone che sono citate nell'enciclopedia e per le quali è stato implementato correttamente il template Bio. Pagina aggiornata al 22 lug 2025. |

Questa è una lista di persone presenti nell'enciclopedia che hanno il nome Thomas e sono allenatori di calcio.

## A(2)
- Thomas Andersson, allenatore di calcio e ex calciatore svedese (Katrineholm, n. 1956)
- Thomas Askebrand, allenatore di calcio e dirigente sportivo svedese (Åsa, n. 1969)

## B(5)
- Thomas Beck, allenatore di calcio e ex calciatore liechtensteinese (Schaan, n. 1981)
- Thomas Bertels, allenatore di calcio e ex calciatore tedesco (Geseke, n. 1986)
- Thomas Berthold, allenatore di calcio e ex calciatore tedesco (Hanau, n. 1964)
- Tom Bromilow, allenatore di calcio e calciatore inglese (Liverpool, n. 1894 - Nuneaton, † 1959)
- Thomas Brunner, allenatore di calcio e ex calciatore tedesco (Blaibach, n. 1962)

## C(6)
- Tommy Cavanagh, allenatore di calcio e calciatore inglese (Liverpool, n. 1928 - † 2007)
- Thomas Christiansen, allenatore di calcio e ex calciatore danese (Hadsund, n. 1973)
- Thomas Cichon, allenatore di calcio e ex calciatore tedesco (Ruda Śląska, n. 1976)
- Tom Cleverley, allenatore di calcio e ex calciatore inglese (Basingstoke, n. 1989)
- Tommy Coyne, allenatore di calcio e ex calciatore irlandese (Govan, n. 1962)
- Tommy Craig, allenatore di calcio e ex calciatore scozzese (Penilee, n. 1950)

## D(3)
- Thomas Dennerby, allenatore di calcio e ex calciatore svedese (Enskede, n. 1959)
- Thomas Doll, allenatore di calcio e ex calciatore tedesco (Malchin, n. 1966)
- Thomas Dooley, allenatore di calcio e ex calciatore statunitense (Bechhofen, n. 1961)

## F(2)
- Thomas Flath, allenatore di calcio e ex calciatore tedesco (Düsseldorf, n. 1964)
- Thomas Frank, allenatore di calcio danese (Frederiksværk, n. 1973)

## H(8)
- Thomas Häberli, allenatore di calcio e ex calciatore svizzero (Lucerna, n. 1974)
- Thomas Häßler, allenatore di calcio, dirigente sportivo e ex calciatore tedesco (Berlino Ovest, n. 1966)
- Thomas Helveg, allenatore di calcio e ex calciatore danese (Odense, n. 1971)
- Thomas Hickersberger, allenatore di calcio e ex calciatore austriaco (Offenbach am Main, n. 1973)
- Thomas Holm, allenatore di calcio e ex calciatore norvegese (Oslo, n. 1981)
- Thomas Hörster, allenatore di calcio e ex calciatore tedesco (Essen, n. 1956)
- Thomas Hoßmang, allenatore di calcio e ex calciatore tedesco (Hoyerswerda, n. 1966)
- Tom Huddlestone, allenatore di calcio e ex calciatore inglese (Nottingham, n. 1986)

## J(3)
- Tommy Jackson, allenatore di calcio e ex calciatore nordirlandese (Belfast, n. 1946)
- Thomas Janeschitz, allenatore di calcio e ex calciatore austriaco (Vienna, n. 1966)
- Tom Johnston, allenatore di calcio e calciatore scozzese (Coldstream, n. 1918 - Nottingham, † 1994)

## K(4)
- Thomas Kahlenberg, allenatore di calcio e ex calciatore danese (Hvidovre, n. 1983)
- Thomas Kastenmaier, allenatore di calcio e ex calciatore tedesco (Monaco, n. 1966)
- Thomas Kleine, allenatore di calcio e ex calciatore tedesco (Wermelskirchen, n. 1977)
- Thomas Kristensen, allenatore di calcio e ex calciatore danese (Virum, n. 1983)

## L(4)
- Thomas Lagerlöf, allenatore di calcio e ex calciatore svedese (Österåker, n. 1971)
- Tommy Lawton, allenatore di calcio e calciatore inglese (Farnworth, n. 1919 - Nottingham, † 1996)
- Thomas Letsch, allenatore di calcio tedesco (Esslingen am Neckar, n. 1968)
- Thomas Löffler, allenatore di calcio e ex calciatore austriaco (n. 1989)

## M(7)
- Thomas Manfredini, allenatore di calcio, driver e ex calciatore italiano (Ferrara, n. 1980)
- Tom Mather, allenatore di calcio inglese (Chorley, n. 1888 - Stoke-on-Trent, † 1957)
- Thomas Matton, allenatore di calcio e ex calciatore belga (Horebeke, n. 1985)
- Tommy McLean, allenatore di calcio e ex calciatore scozzese (Larkhall, n. 1947)
- Thomas Mitchell, allenatore di calcio scozzese (Dumfries, n. 1843 - Blackburn, † 1921)
- Gus Moffat, allenatore di calcio e calciatore scozzese (Lanarkshire, n. 1948 - Windsor, † 2015)
- Thomas Myhre, allenatore di calcio e ex calciatore norvegese (Sarpsborg, n. 1973)

## P(1)
- Thomas Austin Pereira, allenatore di calcio e ex calciatore norvegese (Sarpsborg, n. 1973)

## R(3)
- Thomas Reis, allenatore di calcio e ex calciatore tedesco (Wertheim, n. 1973)
- Thomas Riedl, allenatore di calcio e ex calciatore tedesco (Kaiserslautern, n. 1976)
- Thomas Rongen, allenatore di calcio e ex calciatore olandese (Amsterdam, n. 1956)

## S(7)
- Thomas Dahle, allenatore di calcio e ex calciatore norvegese (Trondheim, n. 1972)
- Thomas Schaaf, allenatore di calcio e ex calciatore tedesco (Mannheim, n. 1961)
- Thomas Schneider, allenatore di calcio e ex calciatore tedesco (Rheinhausen, n. 1972)
- Thomas Seeliger, allenatore di calcio, dirigente sportivo e ex calciatore tedesco (Medebach, n. 1966)
- Thomas Silberberger, allenatore di calcio e ex calciatore austriaco (Innsbruck, n. 1973)
- Thomas Sjöberg, allenatore di calcio e ex calciatore svedese (Helsingborg, n. 1952)
- Tom Sneddon, allenatore di calcio e calciatore scozzese (Livingston, n. 1912 - Chadwell Heath, † 1983)

## T(3)
- Tommy Taylor, allenatore di calcio e ex calciatore inglese (Hornchurch, n. 1951)
- Thomas Thomasberg, allenatore di calcio e ex calciatore danese (n. 1974)
- Thomas Tuchel, allenatore di calcio e ex calciatore tedesco (Krumbach, n. 1973)

## V(1)
- Thomas von Heesen, allenatore di calcio e ex calciatore tedesco (Höxter, n. 1961)

## W(5)
- Thomas Wolter, allenatore di calcio e ex calciatore tedesco (Amburgo, n. 1963)
- Tommy Wright, allenatore di calcio e ex calciatore nordirlandese (Ballyclare, n. 1963)
- Tommy Wright, allenatore di calcio e ex calciatore inglese (Kirby Muxloe, n. 1984)
- Thomas Wyss, allenatore di calcio e ex calciatore svizzero (n. 1966)
- Thomas Wörle, allenatore di calcio e ex calciatore tedesco (Krumbach, n. 1982)

## Z(1)
- Thomas Zampach, allenatore di calcio, ex calciatore e giocatore di football americano tedesco (Francoforte sul Meno, n. 1969)

## Ø(1)
- Thomas André Ødegaard, allenatore di calcio e ex calciatore norvegese (Drammen, n. 1971)